# Маклауд-Робертсон, Колин
Колин МакЛеод-Робертсон (англ. Colin McLeod-Robertson; 7 мая 1870, Белфаст — 2 июля 1951, Дамбартон, Данбартоншир) — британский яхтсмен, серебряный призёр летних Олимпийских игр 1908 года.
На Играх 1908 года в Лондоне МакЛеод-Робертсон соревновался в классе 12 м. Его команда дважды приходила к финишу второй, заняв в итоге второе место.